# Ibrahim Obayomi
Ibrahim Olanrewaju Obayomi (Lagos, 9 settembre 1992) è un calciatore nigeriano, attaccante svincolato.

## Carriera
Ha giocato nella massima serie portoghese con il Marítimo, dove in due stagioni ha collezionato sei presenze e una rete.